# Legió Auxiliar Britànica

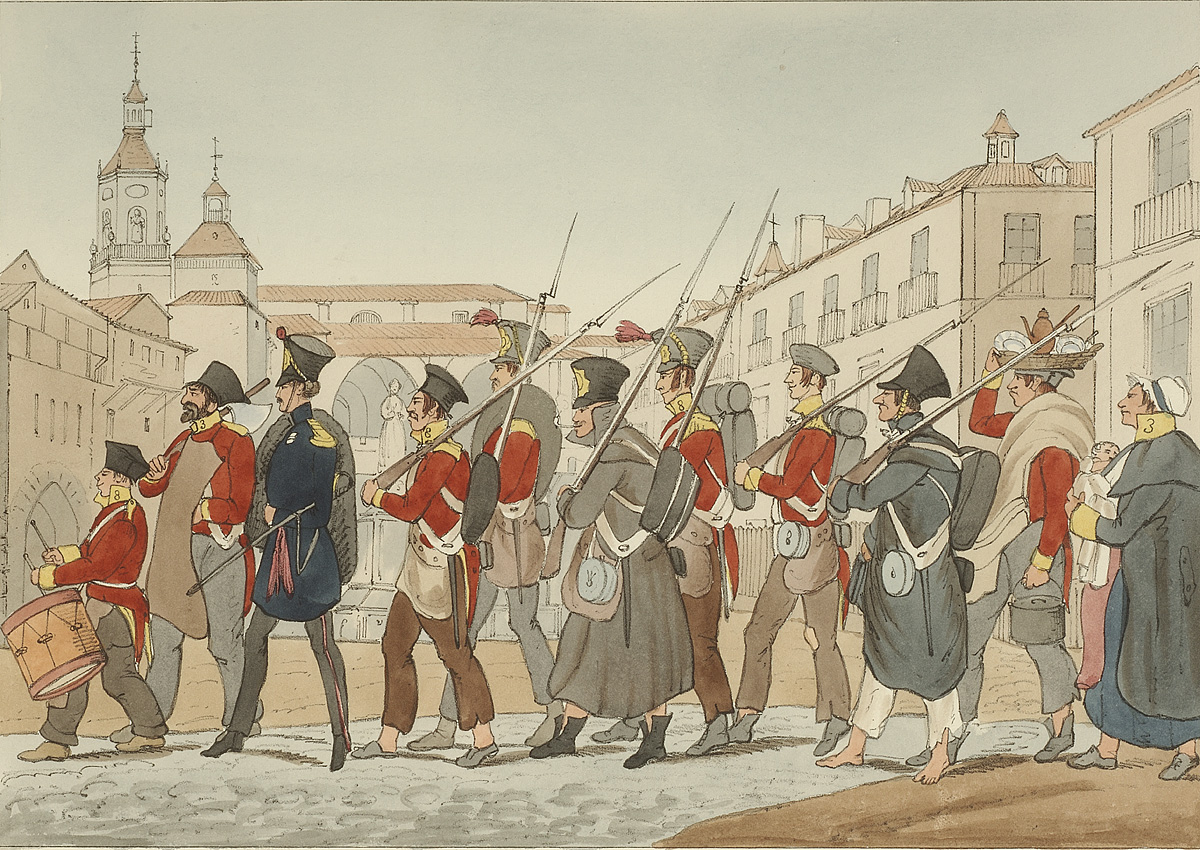
Il·lustració de la Legió Auxiliar Britànica per J. W. Giles

La Legió Auxiliar Britànica va ser un cos militar de voluntaris format el 1835 per la Gran Bretanya a petició del govern de la regent d'Espanya, María Cristina de Borbó per donar suport a les tropes liberals durant la Primera Guerra Carlina. Fins llavors, i en virtut de l'acord de la Quàdruple Aliança, el Regne Unit havia mantingut amb la Royal Navy el control del tràfic marítim en bona part del Cantàbric, però la situació a terra s'havia tornat difícil per a l'exèrcit isabelí i es volgué donar suport mitjançant aquest cos de voluntaris.

## Història
El 30 de juliol de 1835 va arribar a Santander el primer batalló de la Legió Auxiliar Britànica, amb la resta d'efectius arribant durant tot l'estiu. 1000 soldats van rebre allotjament a la ciutat, mentre que uns 4000 es van establir al monestir de Monte Corbán, quedant el recinte arrasat en el seu interior després del seu pas. A la fi de l'estiu del 1836, un nombre proper als deu mil homes de la unitat es van concentrar als voltants de Sant Sebastià sota el comandament directe de George Lacy Evans que, a la vegada, estava a les ordres del general Fernández de Còrdova.
A més d'algunes topades a Hernani i als voltants de Vitòria (on es van establir definitivament), la unitat va participar el 1836 a mantenir franc el port i la fortalesa del Monte Urgull de Sant Sebastià davant els intents carlistes d'assetjar la ciutat i en la conquesta del port de Pasaia. Durant el setge de Bilbao del 1836, van participar en l'alliberament de la ciutat a les ordres de Baldomero Espartero, donant suport des de Portugalete.
Quan l'infant don Carlos va organitzar l'Expedició Reial, la Legió Britànica va seguir la seva rereguarda, assetjant-la, i conquistant diverses ciutats a la zona de l'actual País Basc, frenant el seu avanç a Navarra.
La unitat va quedar dissolta, tal com estava previst, el 1837. No obstant això, un nombre indeterminat d'homes va romandre (entre 1.000 i 1.500) amb l'expressa autorització d'Espartero i van combatre en diversos fronts, com per exemple a Andoain. Però les baixes van ser tan altes que la reduïda unitat pràcticament va desaparèixer.

## Curiositats
A la muntanya Urgull de Sant Sebastià existeix l'anomenat cementiri dels anglesos, un petit, recòndit, afable i romàntic buit enfront del mar en el vessant de la muntanya, en el qual es troben enterrats ciutadans anglesos morts a Sant Sebastià durant la guerra napoleònica i la Primera Guerra Carlista.
A Santander hi ha un petit cementiri protestant on es troba un monument funerari en homenatge als membres allí enterrats de la Legió de Mariners Britànics. L'expansió de la ciutat ha fet que, l'aïllat Cementiri Britànic, estigui situat actualment en un dels principals barris residencials de Santander, a l'interior d'un petit parc.